# The Park (pel·lícula de 2003)
The Park (en xinès 咒乐园 Chow lok yuen) és una pel·lícula de terror de Hong Kong del 2003 estrenada originalment en 3-D. La pel·lícula va ser dirigida i produïda per Andrew Lau. La pel·lícula es va projectar al Festival de Cinema de Sundance de 2004 com a part de les projeccions de mitjanit.

## Argument
Fa 14 anys, una noia va caure de la noria en un parc d'atraccions i es va morir, i el propietari del parc es va penjar de la roda culpant-se de la víctima. El parc ha estat tancat pel govern des de llavors. L'Alan, un periodista, viatja al parc per curiositat i desapareix després de ser arrossegat per una força invisible. La germana d'Alan, Yen, decideix entrar al parc desert per buscar el seu germà. La mare de Yen, una caçafantasmes que captura esperits amb una càmera màgica, li diu a la Yen que sap que l'Alan és mort i li demana que no el trobi. Tanmateix, la Yen insisteix que l'Alan encara és viu i ella va al parc en contra de la voluntat de la seva mare, portant sis dels seus amics (Ka-ho, Dan, YY, Ken, Pinky i Shan).
Es troben amb el conserge del parc, un vell d'aspecte estrany, que els crida que marxin, advertint-los que el parc està embruixat. No se'l creuen i de nit tornen al parc, pensant que el vell està adormit. Mentre esperen, Ka-ho els diu que va saber que el parc abans de ser construït era un cementiri. Comencen a passar coses estranyes quan es separen per trobar l'Alan. Ka-ho veu alguna cosa a la seva càmera i la segueix fins a la mansió encantada. Una hora més tard, quan tothom torna al punt de trobada, veuen que Ka-ho també falta. Es divideixen de nou en dos grups per trobar-lo. Ken i Pinky fan un passeig al carrusel però comença a girar a gran velocitat per si sol. Ken aconsegueix saltar del carrusel però accidentalment noqueja Pinky en el procés. Shan es queda enrere amb Pinky mentre Ken fuig amb por i gairebé mor en ser ofegat per un fantasma. El crucifix de Ken el salva, però no impedeix que sigui decapitat per un cable més endavant. Pinky està posseïda i mor després de tallar-se el canell. Aparentment, Shan és assassinat després de ser estrangulat pel posseït Pinky, però el seu amulet de la sort el salva. Yen, YY i Dan entren a la casa encantada i les figures de cera que hi ha a dins cobren vida i els ataquen. YY és assassinat per les figuretes mentre Dan mor després de ser incendiat pels fantasmes.
Només la Yen queda viva i plora pel cos d'YY, mentre la posseïda cuidadora s'acosta a ella per darrere amb una destral. Abans que pugui matar-la, arriba la mare de Yen i comença a lluitar contra els mals. Està posseïda pel dimoni i li demana a Yen que capti el dimoni amb la seva càmera màgica, cosa que Yen fa de mala gana. La mare de Yen mor i abans de morir, li demana a Yen que faci fotos dels seus amics morts i d'altres víctimes, i que cremi les fotos per posar-les a la resta. Yen també es reuneix breument amb el seu germà mort. A l'últim moment, Shan apareix i revela que el seu amulet de la sort l'havia salvat. A l'epíleg, es veu a Yen assumint les funcions de la seva difunta mare com a caçafantasmes, mentre que Shan continua treballant com a mecànic de cotxes. Quan Yen truca a Shan a la feina, Shan no respon, ja que mor misteriosament després de ser aixafat per un cotxe. De fet, el dimoni havia sobreviscut a la seva foto de grup i torna a perseguir a Yen quan acaba la pel·lícula.

## Repartiment
- Bobo Chan com a Yen
- Kara Hui com la senyora Yu
- Tiffany Lee com a YY
- Derek Tsang com a Dan
- Johnathan Cheung com Alan
- Pubate Maganit com a Ken
- Laila Boonyasak com a Pinky
- Matthew Paul Dean com a Shan
- Chalerm Taweebot com a cuidador del parc